# Nyugati levéllábú poloska
A nyugati levéllábú-poloska (Leptoglossus occidentalis) egy poloskafaj (Hemiptera) a karimáspoloskák (Coreidae) családjában. Inváziós faj. 
Észak-Amerika nyugati részén, a Sziklás-hegység nyugati oldalán, Kaliforniától a Brit Columbiáig, keletre Idahóig és Nevadáig őshonos, de ma már Észak-Amerika keleti részén is előfordul, magában foglalva Új-Skócia területét, Maine, Connecticut és New Hampshire  államokat. A 2000-es években véletlenül behurcolták Európa egyes részeire is. Valószínűleg Észak-Amerikából érkező fenyőszállítmányokkal érkezhettek az első egyedek Olaszországba. Azóta onnan gyorsan terjedni kezdett az európai kontinensen is. 2007-ig kimutatták Svájcban, Szlovéniában, Spanyolországban, Horvátországban, Magyarországon, Romániában, Ausztriában és Németországban is.

## Megjelenése
Átlagos testhossza 16-20 milliméter, a hímek kisebbek mint a nőstények. Röpképes, a levegőben zümmögő hangot hallat. Lábai hosszúak, hátulsó lábszára kiszélesedik, erről kapta a nevét. Potrohának szegélye felül váltakozóan világos és sötét foltos.

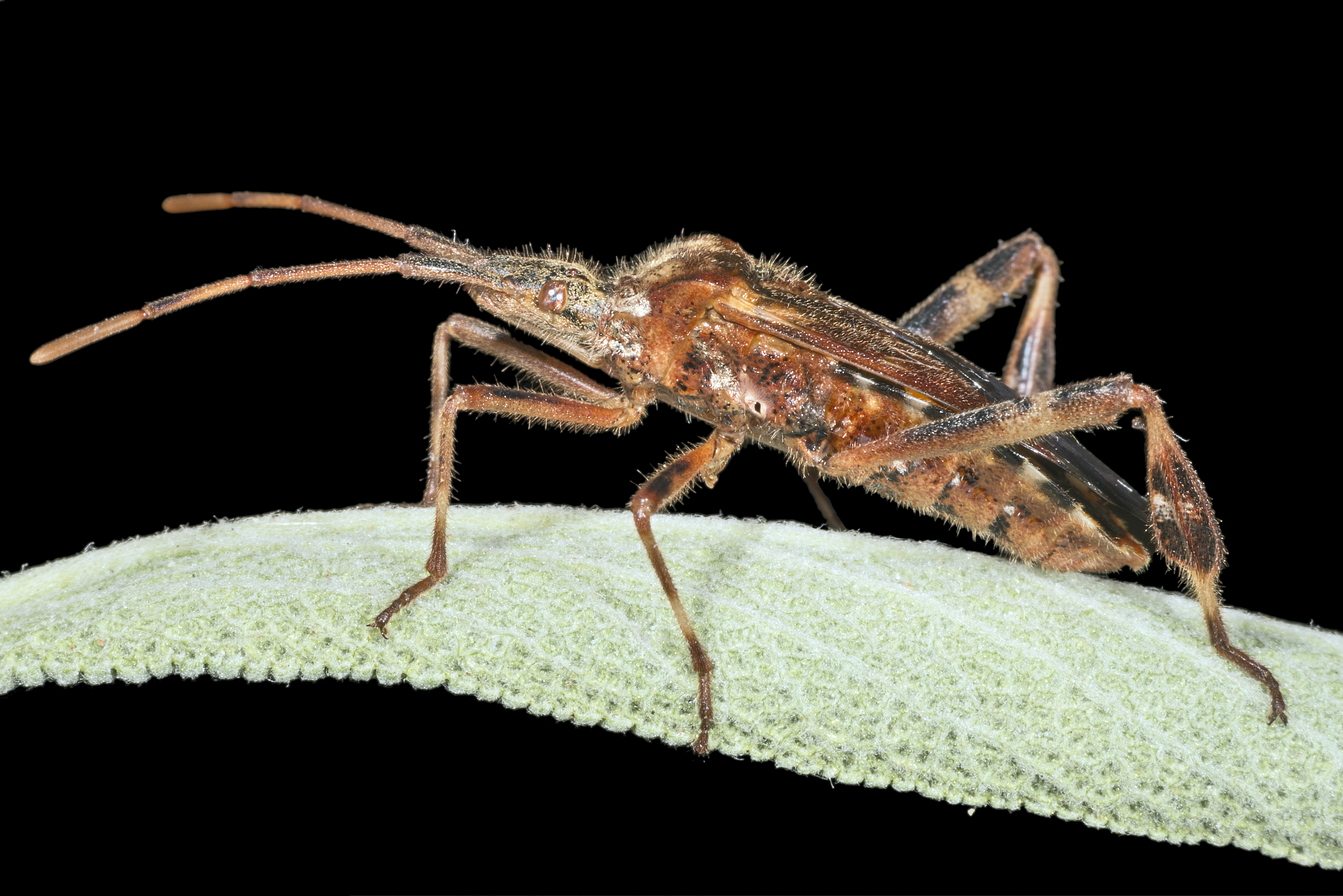
Oldalnézet
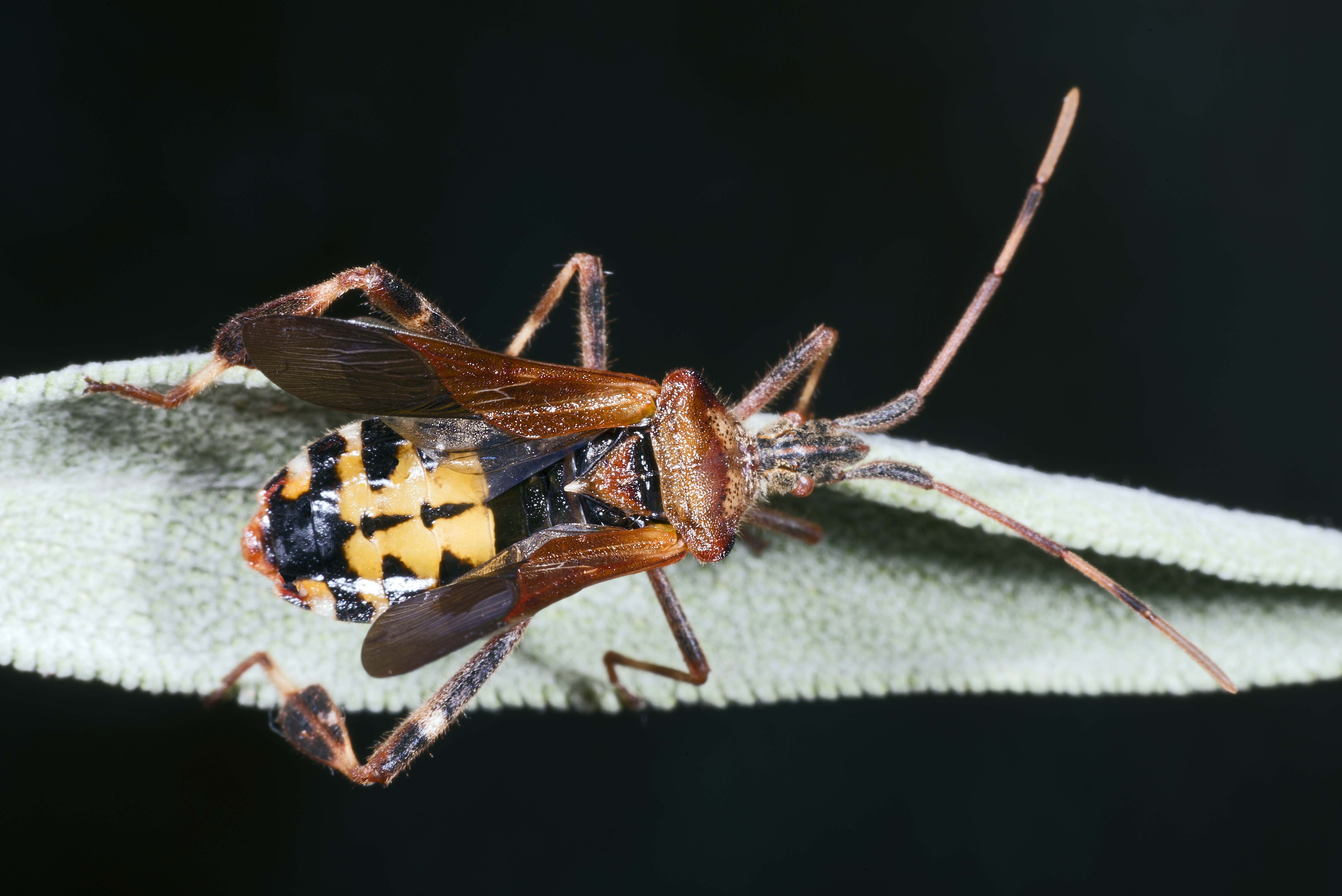
Felülnézet, nyitott szárnnyal
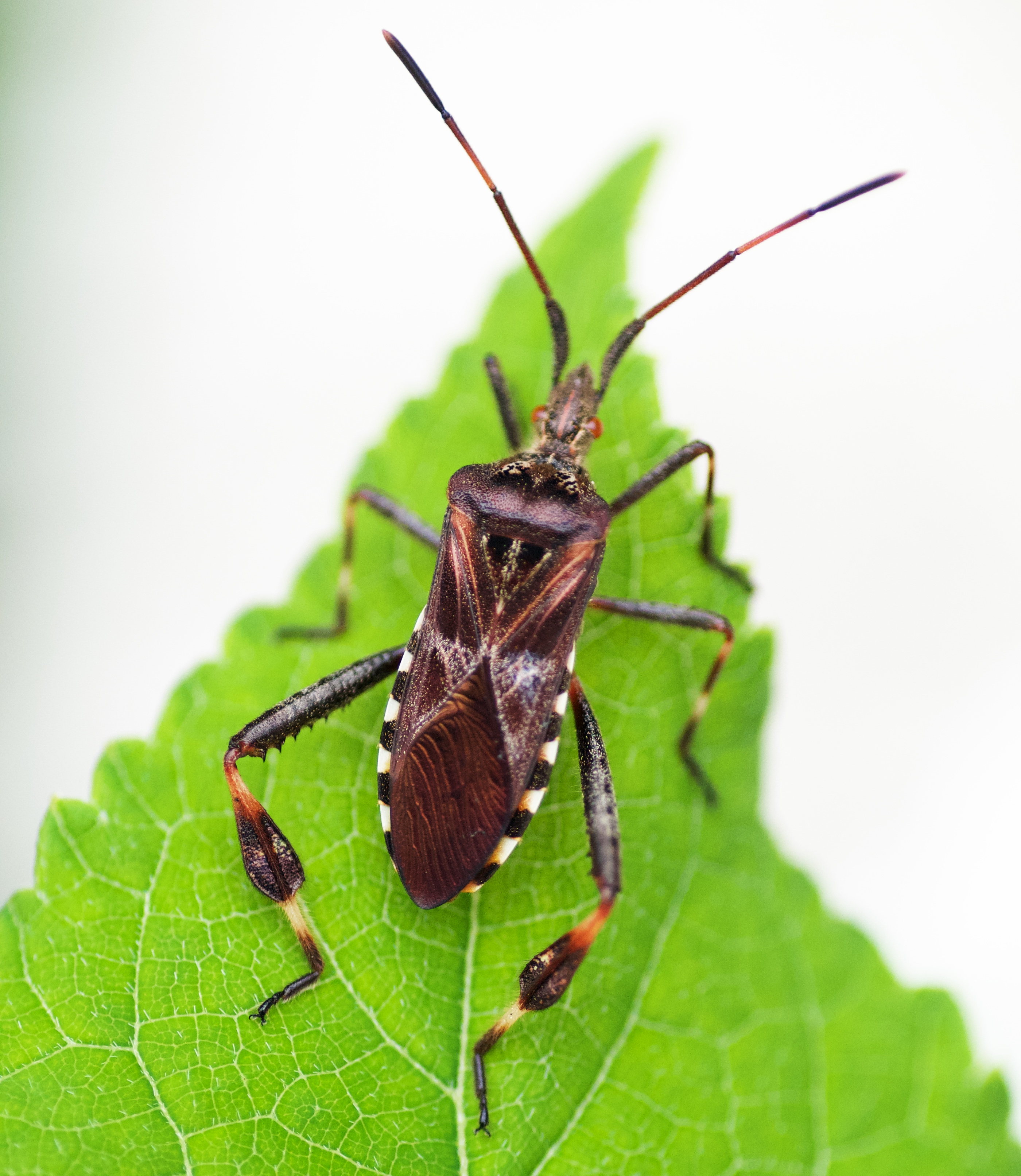
Felülnézet
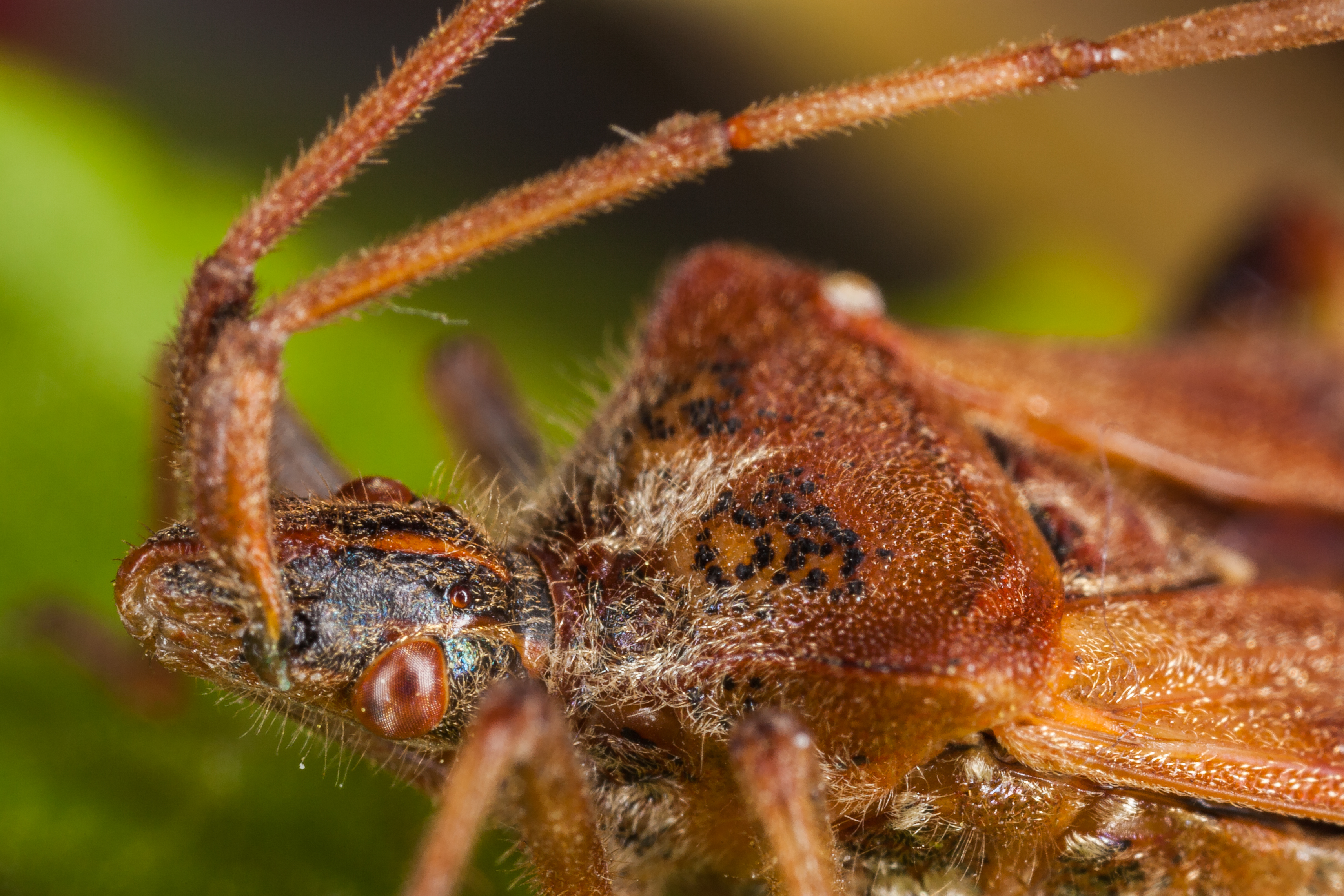
A fej részlete
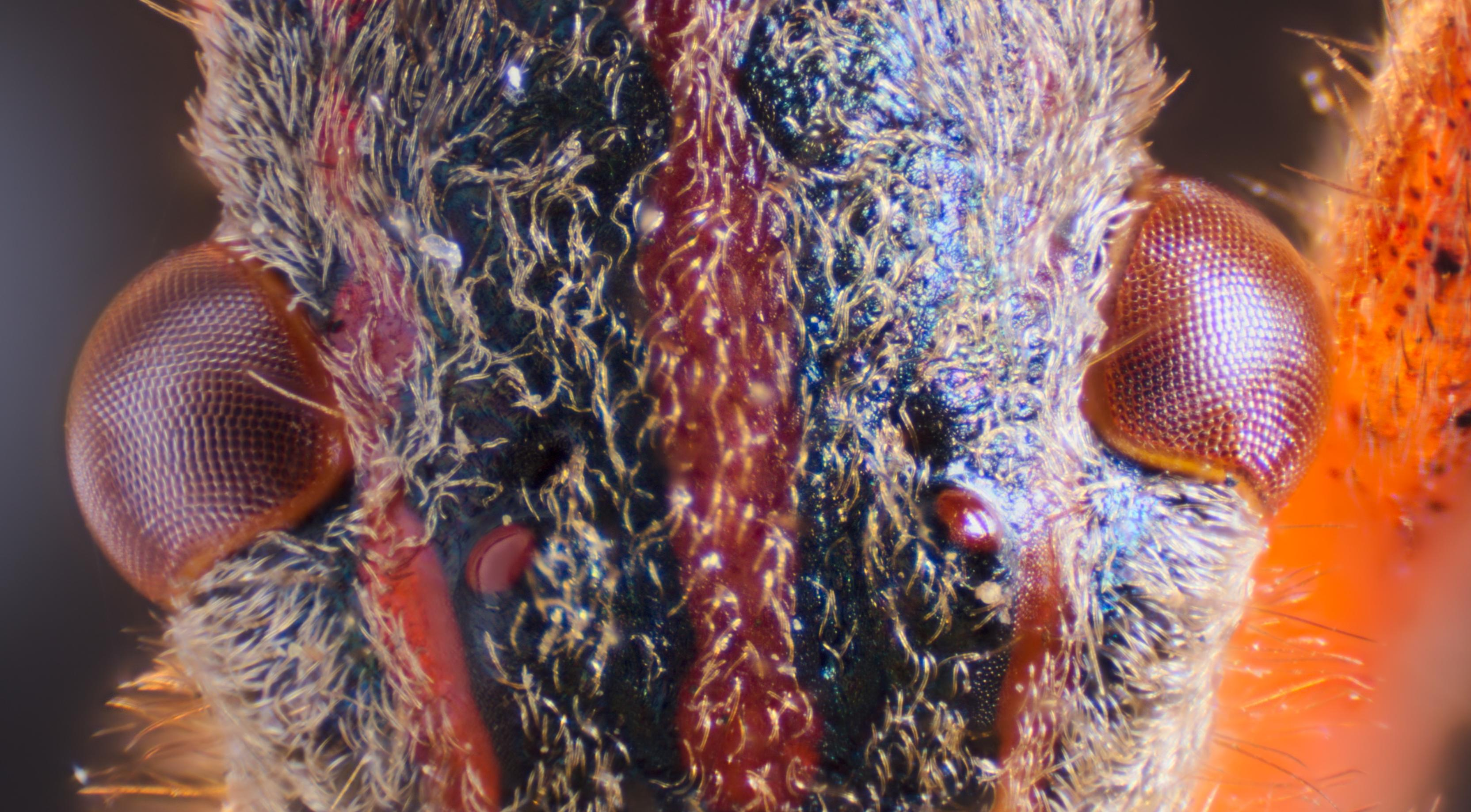
Összetett szem

## Életmódja
Elsődleges védekezése a kellemetlen szag, de a szipókájával szúrni is képes. Az emberi bőrt azonban nehezen szúrja át. 

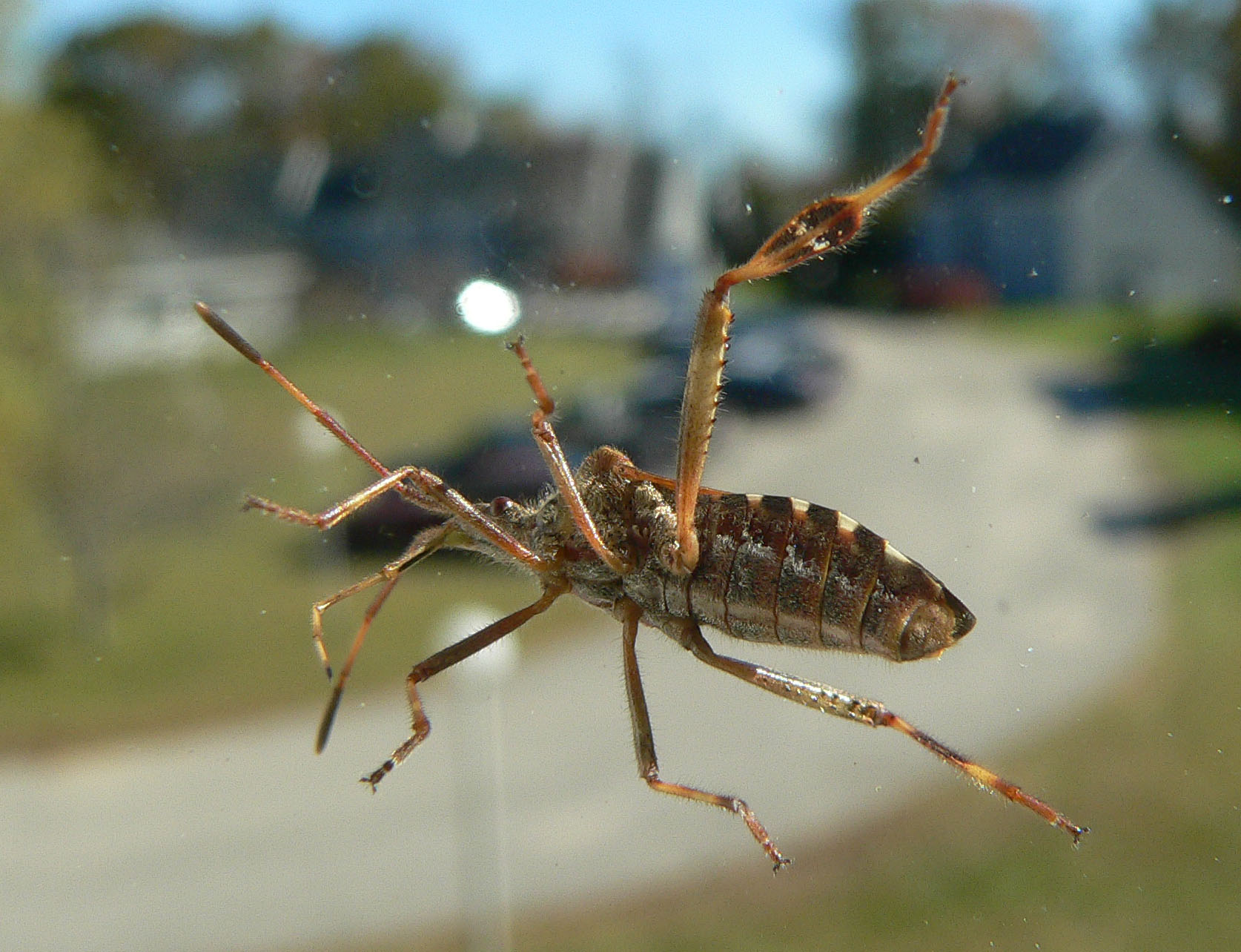
Nyugati levéllábú-poloska ablaküvegen (Maine, 2005)

Természetes elterjedési területén a nyugati levéllábú-poloska tűlevelű növények nedveivel táplálkozik, melynek következtében a fejlődő magvak elhalhatnak vagy fejlődésben visszamaradhatnak. Ezért  nem túl jelentős kártevőnek tekintik Észak-Amerikában, ám időnként ártalmasabbá válik, például a tűlevelűek ültetvényein. 

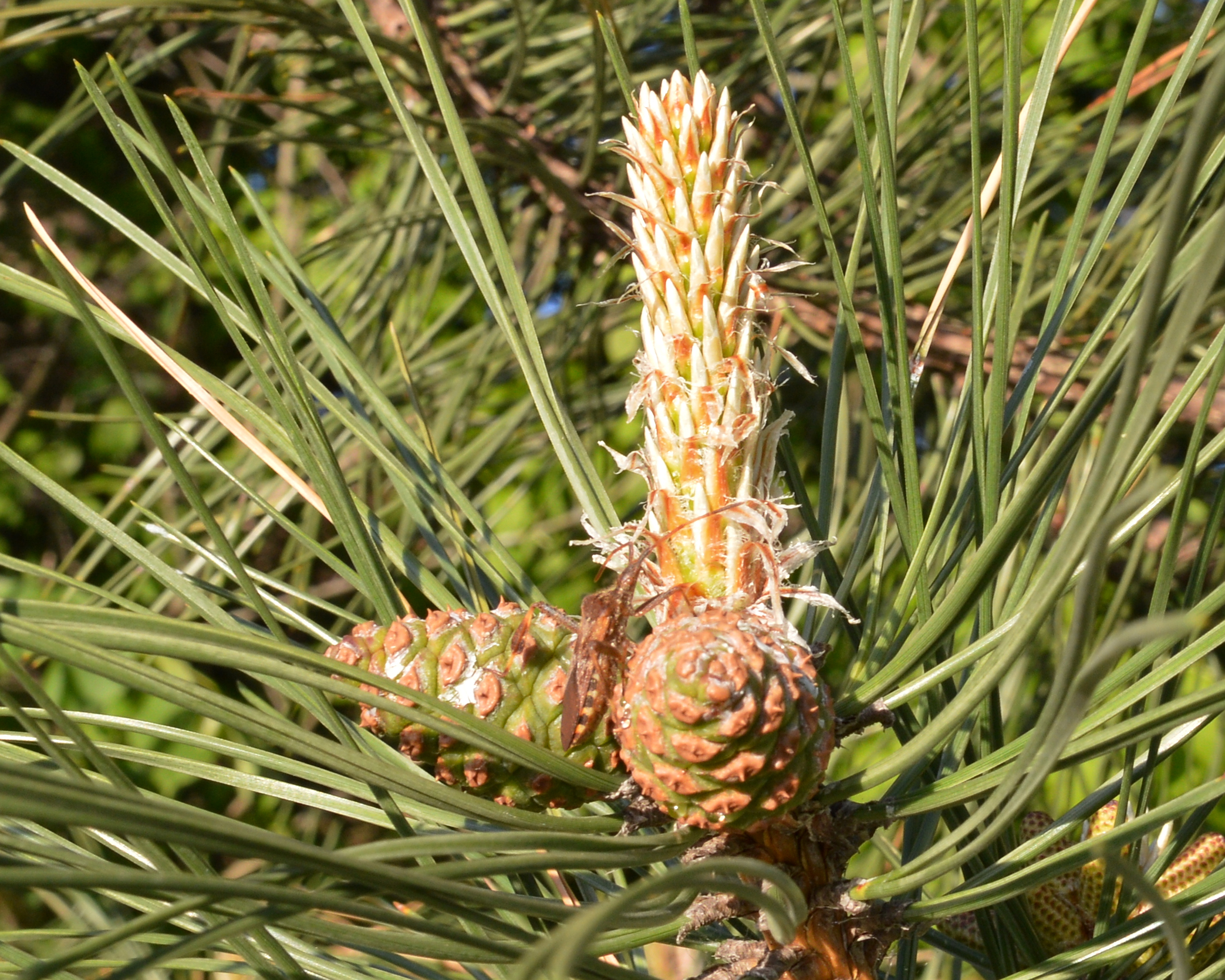
Szivogatás közben

Eredeti hazájában a tápnövényei közé tartozik például a csavarttűjű fenyő (Pinus contorta), a szürke luc (Picea glauca), valamint az amerikai duglászfenyő (Pseudotsuga menziesii). Őshazáján kívül kívül olyan fajokon is megtalálható, mint a simafenyő (Pinus strobus) és az enyves fenyő ( Pinus resinosa ) Észak-Amerika és Európa keleti részén, valamint a havasi törpefenyő (P. mugo), a feketefenyő (P. nigra), az erdeifenyő (P. sylvestris) és a pisztácia (Pistacia vera) Európában. 
A nőstény a petéit kis csoportokban helyezi a gazdanövények tűire vagy levélnyelére. A nimfák tavasszal kelnek ki. A nimfák 5 fejlődési stádiumon mennek keresztül. Az Egyesült Államokban a fajnak évente egy, Dél-Európában kettő, a trópusi Mexikóban pedig három nemzedéke van. Előfordulási területének északi részein szeptemberben kezd telelőhelyet keresni. Védett résekben tölti a telet; kellemetlenné válhat a kiterjedt tűlevelű erdőkkel borított területeken, mivel néha jelentős számban kerül a házakba.  Képes átszúrni a PEX-csöveket, ami szivárgást eredményezhet. 

## Elterjedése
A rovar az eredeti hazájában, Észak-Amerika csendes-óceáni partjainál, a mérsékelt és melegebb régiókban gyakori, és folyamatosan terjed keleti irányban. Északkelet felé  Új-Skóciáig fordul elő. 
Európában először 1999-ben jelentették Észak-Olaszországból; valószínűleg véletlenül importálták fával, és úgy tűnik, többször is, mivel a jelenlétét később az országból szinte egyidejűleg jelentették egymástól jelentős távolságra lévő helyekről. 2007-ig az Észak-Balkánon (Szlovénia és Horvátország), az Alpokon (Ausztria, Svájc), valamint a Cseh Köztársaság, Franciaország, Németország és Magyarország egyes részein jelent meg; 2003-ban Spanyolországban bukkant fel, bár ez az állomány valószínűleg önálló behurcolásból származik. A Weymouth College (Anglia) és Oostende (Belgium) 2007. évi adatai szintén egy vagy két további független behurcolásra utalhatnak. 2007 végén megtalálták Wrocławban és Miechówban (Lengyelország); ezek az állatok valószínűleg Csehország felől érkeztek.  2008 őszén  Anglia déli partjaira természetes úton vándorolt be a kontinentális Európából.  2009 végén a nyugati levéllábú-poloska nagy csoportja jelent meg a törökországi Isztambulban található Koç Egyetemen. Ugyanez történt 2012 októberében a francia Alpok több városában, mint például Moûtiersben. 2017-ben először jelent meg a déli féltekén, számos chilei észleléssel. 
Japánban először 2008-ban észlelték Tokióban,  és 2009-ig a Tokió és a Kanagawa prefektúra területén további előfordulásait rögzítették.

## Fordítás
Ez a szócikk részben vagy egészben  a   Leptoglossus occidentalis című olasz Wikipédia-szócikk fordításán alapul.  Az eredeti cikk szerkesztőit annak laptörténete sorolja fel. Ez a jelzés csupán a megfogalmazás eredetét és a szerzői jogokat jelzi, nem szolgál a cikkben szereplő információk forrásmegjelöléseként.

## Külső hivatkozások
- A metamorfózis szakaszai
- Az L. occidentalis státusa Nagy-Britanniában
- Nyugati tűlevelű vetőmag